# 1-Klórpropán

Az 1-klórpropán (más néven n-propil-klorid vagy 1-propil-klorid) színtelen, gyúlékony szerves vegyület, halogénezett szénhidrogén. Kémiai képlete C3H7Cl, n-propil-alkohol és foszfor-triklorid reakciójával állítható elő, cink-klorid katalizátor jelenlétében.

## Fordítás
Ez a szócikk részben vagy egészben  a   N-Propyl chloride című angol Wikipédia-szócikk ezen változatának fordításán alapul.  Az eredeti cikk szerkesztőit annak laptörténete sorolja fel. Ez a jelzés csupán a megfogalmazás eredetét és a szerzői jogokat jelzi, nem szolgál a cikkben szereplő információk forrásmegjelöléseként.